# Stibadium unicum
Stibadium unicum är en fjärilsart som beskrevs av Barnes och Benjamin 1926. Stibadium unicum ingår i släktet Stibadium och familjen nattflyn. Inga underarter finns listade i Catalogue of Life.